# گورستان روته ون ۱
قبرستان روته ون (۱) مربوط به سده‌های متاخر دوران‌های تاریخی پس از اسلام است و در شهرستان گیلانغرب، بخش مرکزی، دهستان چله، ۳۰۰ متری جنوب شرقی روستای ر وته ون واقع شده و این اثر در تاریخ ۲۷ اسفند ۱۳۸۶ با شمارهٔ ثبت ۲۲۴۰۹ به‌عنوان یکی از آثار ملی ایران به ثبت رسیده است.